# Tan Zuoren
 (juillet 2019).
Si vous disposez d'ouvrages ou d'articles de référence ou si vous connaissez des sites web de qualité traitant du thème abordé ici, merci de compléter l'article en donnant les références utiles à sa vérifiabilité et en les liant à la section « Notes et références ».
Tan Zuoren (né le 15 mai 1954) est un écrivain écologiste et militant chinois condamné à 5 ans de prison le 9 février 2010. Il a été libéré en mars 2014.

## Procès de 2009

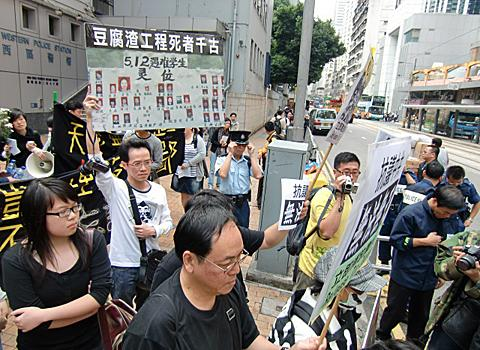
Manifestation à Hong Kong le 9 février 2010 contre l’accusation de Tan Zuoren par la Chine communiste.

## Autres sources
- (zh) 谭作人博客
- (zh) 川震公民調查拒絕遺忘，張潔平，亚洲周刊二十三卷十五期，2009年4月
- (zh) 彭州石化危害成都城市安全，譚作人，2008年11月30日，亚洲周刊
- (zh) 自发而美好的思想行为——为谭作人先生呼吁，崔卫平，2009年4月9日
- (zh) 社民連到中聯辦示威要求釋放譚作人劉 曉 波2010-02-10
- (zh) 豆腐渣工程罪魁逍遙法外  譚作人追查反被以言入罪 2010-02-10
- (zh) 四川維權人士譚作人被判刑五年  國際特赦組織：中國當局運用「模糊和過於廣義的法律壓制和懲罰不同意見的手法」
- (zh) 譚作人被禁制的最後陳述 亞洲週刊二十三卷四十七期 (2009-11-29)